# Komitat Požega
Das Komitat Požega (kroatisch Požeška županija, ungarisch Pozsega vármegye, deutsch selten Poschegg) war ein historisches Komitat im Königreich Kroatien und Slawonien (ungarisch Horvát-Szlavónország), einem autonomen Königreich unter der ungarischen Stefanskrone innerhalb der Habsburgermonarchie. Der Komitatssitz war in Požega. Das Komitat umfasste eine Fläche von 4.929 km². Der Volkszählung von 1910 zufolge hatte das Komitat 265.272 Einwohner.
In der derzeitigen Verwaltungsgliederung der Republik Kroatien befinden sich heute auf demselben Gebiet in etwa die Gespanschaften Požega-Slawonien und Brod-Posavina.

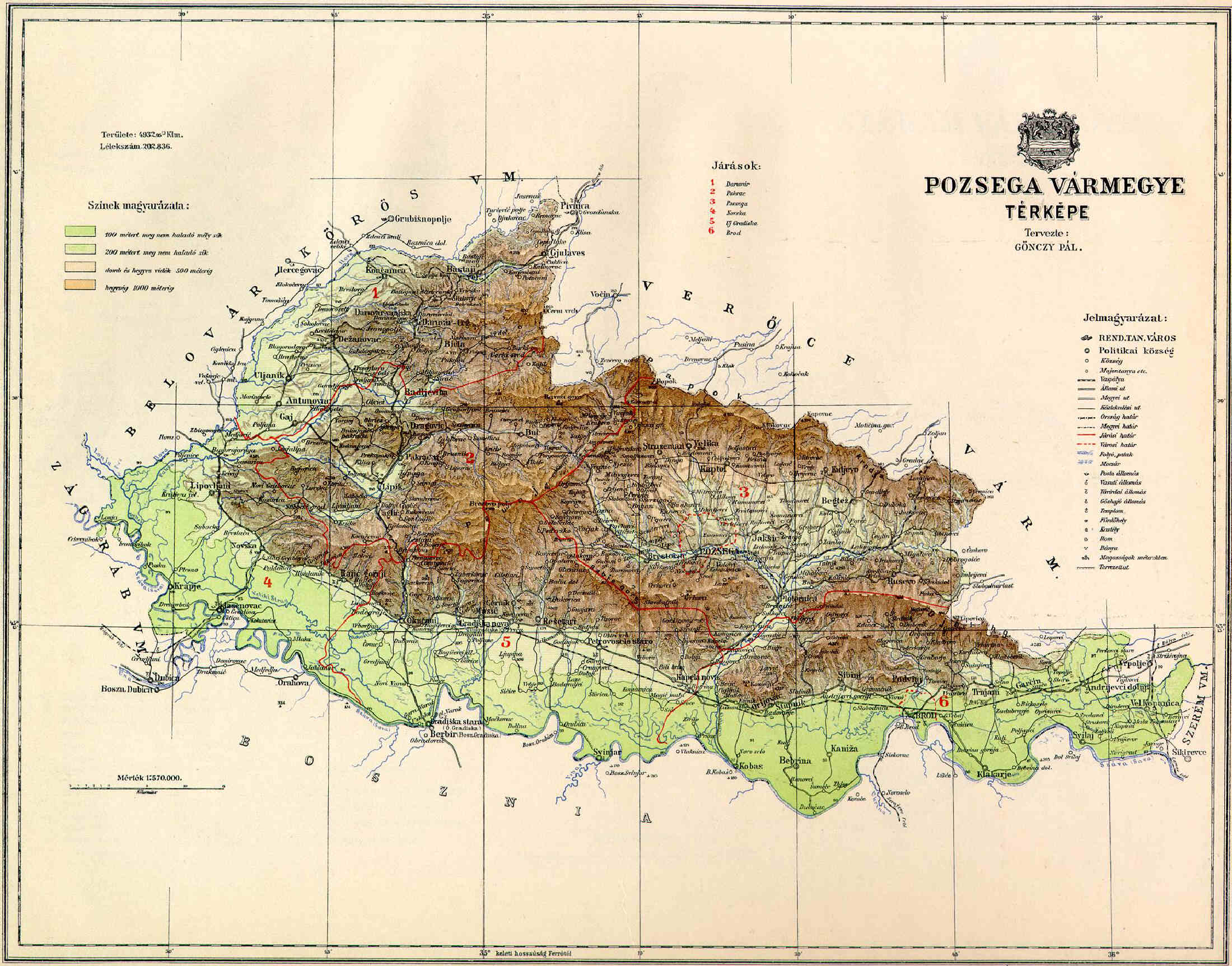
Landkarte des Komitats Požega um 1890

## Bezirksunterteilung
Das Komitat bestand im frühen 20. Jahrhundert aus folgenden Stuhlbezirken (nach dem Namen des Verwaltungssitzes benannt):
| Stuhlbezirke (járások)                   | Stuhlbezirke (járások)                   |
| Stuhlbezirk                              | Verwaltungssitz                          |
| ---------------------------------------- | ---------------------------------------- |
| Brod/Bród                                | Brod (ungar. Bród), heute Slavonski Brod |
| Daruvar/Daruvár                          | Daruvar (ungar. Daruvár)                 |
| Novska                                   | Novska                                   |
| Pakrac/Pakrác                            | Pakrac (ungar. Pakrác)                   |
| Požega/Pozsega                           | Požega (ungar. Pozsega)                  |
| Nova Gradiška/Újgradiska                 | Nova Gradiška (ungar. Újgradiska)        |
| Stadtbezirke (rendezett tanácsú városok) |                                          |
| Brod (ungar. Bród), heute Slavonski Brod |                                          |
| Požega (ungar. Pozsega)                  |                                          |

Alle genannten Orte liegen im heutigen Kroatien.